# 華杜茲伯國
華杜茲伯國（德語：Grafschaft Vaduz）是神聖羅馬帝國的一個伯國，其首府為華杜茲鎮，現位於列支敦士登親王國境內。

## 地理
華杜茲伯國位於施倫堡領地以南，其範圍與現今列支敦士登的高地選區相當。該領地涵蓋了現今的巴尔策斯、普兰肯、沙恩、特里森、特里森貝格和華杜茲。

## 歷史
1342年，華杜茲伯國從韋爾登堡伯國分割而成，首任伯爵為哈特曼三世·馮·韋爾登貝格-薩根斯。1392年，韋爾登堡伯爵家族的統治結束，四年後，即1396年，華杜茲伯國獲得帝國直轄領地位。1416年，華杜茲伯爵家族絕嗣後，該領地成為布蘭迪斯男爵的封地，並由其統治至1507年，之後轉由蘇爾茨伯爵掌控，並進一步收購了北方毗鄰的舍倫貝格領地。
1507年，華杜茲伯國轉由蘇爾茨伯爵掌控，並進一步收購了北方毗鄰的施倫堡領地。1613年，兩個領地被共同出售給霍恩埃姆斯伯爵。然而，由於費迪南·卡爾·馮·霍恩埃姆斯（1650年–1686年）濫用職權，發動大規模的獵巫運動，並非法侵占被處決者的財產，1681年5月12日，神聖羅馬帝國對費迪南·卡爾啟動帝國執行，並委託肯普滕采邑修道院長魯珀特·馮·博得曼負責執行。1684年，費迪南·卡爾應皇帝利奧波德一世之命被捕。1684年6月22日，帝國宮廷法院正式剝奪其統治權，並命令其家族歸還非法沒收的財產給受害者家屬。
兩片領地被轉交給他的弟弟雅各布·漢尼拔三世·馮·霍恩埃姆斯。然而，由於霍恩埃姆斯家族負債累累，無力償還賠款，1692年皇帝對兩塊領地進行強制管理，雅各布·漢尼拔三世被剝奪了所有處置權，負責人仍由肯普滕采邑修道院長擔任。最終，在對受害者家屬及其他債權人施壓後，他們同意放棄一半的賠償請求。1699年，施倫堡領地以115,000古爾登售予列支敦士登親王約翰·亞當一世。經過漫長談判後，1712年，華杜茲伯國也以290,000古爾登售予列支敦士登親王。
列支敦士登王朝作為富有且具影響力的王室，長期尋求獲得帝國直屬領，以滿足晉升為帝國親王的條件。他們的夙願最終於查理六世時期實現，1719年1月23日，皇帝正式批准將這兩塊領地合併，成為今日的列支敦士登親王國。